# Guyana Tragedy: The Story of Jim Jones
Pour plus de détails, voir Fiche technique et Distribution.
Guyana Tragedy: The Story of Jim Jones, ou Le Sacrifice des possédés au Québec, est un téléfilm américain réalisé par William A. Graham et diffusé le 15 avril 1980 sur le réseau CBS, racontant l'histoire de Jim Jones et de sa secte, le Temple du Peuple, dont la plupart des membres sont morts lors d'un suicide collectif au Guyana en novembre 1978. Le scénario du film est basé sur le livre de Charles A. Krause intitulé Guyana Massacre: The Eyewitness Account.

## Synopsis
Le film porte sur l'histoire de Jim Jones, à partir de son enfance en Indiana, alors qu'il était déjà obnubilé par la religion. Après ses études, il devient pasteur et épouse une jeune infirmière, Marceline. Ses débuts comme pasteur commencent dans la controverse. Il se met à dos la population d'Indianapolis en acceptant tous les fidèles noirs dans son église. Menacé par le Ku Klux Klan, mis à la porte par ceux qui l'avaient engagé, Jim Jones fonde sa propre secte et déménage les membres de sa congrégation à San Francisco. La peur de l'holocauste nucléaire et une enquête de plus en plus minutieuse des dirigeants en place sur certaines des pratiques de la secte l'amènent à faire redéménager les membres de sa communauté en pleine jungle guyanaise, où il fonde Jonestown. Leo Ryan, un membre du Congrès, est informé que certains citoyens américains y seraient détenus contre leur gré, et part faire enquête sur place. Devenu complètement paranoïaque, Jones décide l'assassinat de Leo Ryan et le suicide collectif de sa communauté. Plus de 800 personnes le suivent dans la mort.

## Fiche technique
- Titre original : Guyana Tragedy: The Story of Jim Jones
- Titre québécois : Le Sacrifice des possédés
- Réalisation : William A. Graham
- Scénario : Charles A. Krause et Ernest Tidyman
- Photographie : Gil Hubbs
- Montage : Tony de Zarraga et Aaron Stell
- Musique : Elmer Bernstein
- Effets spéciaux : Bob Shelley
- Société de distribution: CBS Television
- Production : Sam Manners et Ernest Tidyman
- Durée : 192 minutes
- Langue : Anglais
- Format : Couleur
- Pays  États-Unis
- Date de sortie :
  - 15 avril 1980 sur CBS
  - 1er et 8 novembre 1982 à la Télévision de Radio-Canada[1]

## Distribution
- Powers Boothe : Jim Jones
- Ned Beatty : Leo Ryan
- Irene Cara : Alice Jefferson
- Veronica Cartwright : Marceline Jones
- Rosalind Cash : Jenny Hammond
- Brad Dourif : David Langtree
- Meg Foster : Jean Ritchie
- Randy Quaid : Clayton Ritchie
- Albert Hall: Otis Jefferson
- LeVar Burton : Richard Jefferson
- Linda Haynes (en) : Karen Bundy
- Diane Ladd : Lynette Jones
- Diana Scarwid : Sheila Langtree
- Madge Sinclair : Miss Jefferson
- Brenda Vaccaro : Jane Briggs
- Dimitra Arliss : Sœur Fleming
- Colleen Dewhurst : Miss Kennedy
- James Earl Jones : père divin

## Les personnages
Les membres de la famille Jones sont décrits comme l'ont fait les témoignages de l'époque sur sa propre famille. Les personnages de Clayton et de Jean Ritchie sont basés sur ceux de Timothy et de Grace Stoen. Timothy fut l'un des premiers avocats du Temple du Peuple et l'ancien bras droit de Jones ; Grace fut l'une des haut placées de la communauté. David Langtree se nommait en réalité Larry Schacht; il était le seul médecin de Jonestown. Plusieurs personnages sont l'amalgame de plusieurs personnalités ayant eu rapport avec la secte. 

## Récompenses
Powers Boothe a remporté le Emmy Award du meilleur acteur dans une série limitée en 1981.
La même année, le film a été également en nomination pour le meilleur mixage, la meilleure direction dans une série limitée et le meilleur drame ou comédie limité.

## Autour du film
- Bien qu'il ne soit pas considéré comme un documentaire, le film se veut le reflet fidèle de ce qui s'est réellement passé.
- James Earl Jones apparait dans le film sous les traits du chef d'une secte authentique, le Père divin, Father Divine en anglais.
- Les scènes guyanaises ont été tournées à Porto Rico et en Géorgie.

## Critiques
Le magazine Time a émis une critique assez positive sur le téléfilm mais a déclaré qu'il passait trop de temps sur les premières années de Jones: « Il est vraiment inutile, y écrit-on, de raconter les débuts de la vie d'un fou si, après 4 heures, il est encore impossible de comprendre la raison pour laquelle Jones est devenu un fou mégalomaniaque au comportement sadique ».